# Maurice Benyovszky
Grof Maurice Benyovszky de Benyó et Urbanó (madžarsko Benyovszky Máté Móric Mihály Ferenc Szerafin Ágost; poljsko Maurycy Beniowski; slovaško Móric Beňovský; 20. september 1746 – 24. maj 1786) je bil vojaški častnik, pustolovec in pisatelj iz Kraljevine Ogrske, ki se je opisoval kot Madžar in Poljak. Na Madžarskem, Poljskem in Slovaškem velja za narodnega junaka.
Benyovszky se je rodil in odraščal v Verbóju v Kraljevini Ogrski (današnje Vrbové, Slovaška). Leta 1769 so ga med bojem za poljsko vojsko pod Barsko konfederacijo ujeli Rusi in izgnali na Kamčatko. Nato je pobegnil in se preko Macaa in Mavricija vrnil v Evropo ter prispel v Francijo. Leta 1773 se je Benyovszky s francosko vlado dogovoril o ustanovitvi trgovske postojanke na Madagaskarju. Zaradi velikih težav s podnebjem, terenom in domačini Sakalava je leta 1776 zapustil trgovsko postojanko.
Benyovszky se je nato vrnil v Evropo, se pridružil avstrijski vojski in se boril v bavarski nasledstveni vojni. Po neuspešnem podvigu v Fiume (današnja Reka) je odpotoval v Ameriko in pridobil finančno podporo za drugo potovanje na Madagaskar. Francoski guverner Mavricija je poslal majhno oboroženo silo, da bi ustavil njegovo operacijo, Benyovszky pa je bil maja 1786 ubit.
Leta 1790 je bil z velikim uspehom objavljen Benyovszkyjev posmrtni in večinoma izmišljen opis njegovih dogodivščin z naslovom Spomini in potovanja Mauritiusa Avgusta grofa de Benyowskega, 1. in 2. zvezek.

## Življenjepis
Benyovszkyjevi avtobiografski Spomini iz leta 1790 vsebujejo številne trditve o njegovem življenju. Kritiki od leta 1790 naprej so pokazali, da so mnoge od teh bodisi napačne bodisi zelo vprašljive. Ne nazadnje je Benyovszkyjeva uvodna izjava, da se je rodil leta 1741 in ne 1746 – rojstni datum, ki mu je omogočil trditev, da se je boril v sedemletni vojni s činom poročnika in da je študiral navigacijo. Naslednji biografski opis vključuje le tista dejstva, ki jih (ali bi jih še lahko) potrdili drugi viri. Omeniti velja tudi, da čeprav je Benyovszky v svojih spominih in v korespondenci do leta 1776 svobodno uporabljal naziva 'baron' in 'grof', ni bil nikoli 'baron' (njegova mati je bila hči enega otroka) in je 'grof' postal šele leta 1778.

### Zgodnja leta
Maurice Benyovszky se je rodil 20. septembra 1746 v mestu Verbó (danes Vrbové blizu Trnave na Slovaškem). Krščen je bil z latinskim imenom Mattheus Mauritius Michal Franciscus Seraphinus (madžarsko Máté Móric Mihály Ferenc Szerafin). Morda je bilo dano tudi dodatno ime Augustus (Ágost), vendar to ni jasno razvidno iz njegovega krstnega zapisa.
Maurice je bil sin Sámuela Benyovszkyja, ki je prihajal iz grofije Turóc v Kraljevini Ogrski (danes delno regija Turiec, na današnji Slovaški) in naj bi služil kot polkovnik v huzarskih polkih avstrijske vojske. Njegova mati, Rozália Révay, je bila hči barona iz plemiške ogrske družine Révay; bila je pravnukinja Péterja Révaya in hči grofa Boldizsárja Révaya de Szklabina. Ko se je poročila s Sámuelom Benyovszkyjem, je bila vdova generala vojske (Josef Pestvarmegyey, umrl 1743).
Maurice je bil najstarejši od štirih otrok, ki so se jim rodili Sámuel in Rozálija: imel je sestro Márto in dva brata, Ferenca (1753–?) in Emánuela (1755–1799). Oba brata sta se posvetila vojaški karieri. Poleg tega je imela Rozálija iz prejšnjega zakona tri polsestre in enega polbrata – Theresio (1735–1763), Anno (roj. pred letom 1743), Borbálo (roj. 1740) in Peter (roj. 1743).
Maurice je otroštvo preživel v dvorcu Benyovszky v Verbóju in od leta 1759 do 1760 študiral na piarističnem kolegiju v Szentgyörgyju (današnji Svätý Jur), predmestju Pressburga (današnja Bratislava). Ko sta leta 1760 umrla oba starša, sta bila družinska hiša in posestvo predmet spora med bratoma in sestrama.
Njegov materni jezik je bila madžarščina. Čeprav se rojstni listi niso ohranili, se je njegovo ime v evidencah kolegija Szentgyörgy pojavilo kot madžarski plemič, vendar so bili iz neznanih razlogov podatki za naslednje leto prepisani v slovaščino z drugačno pisavo.

### Poroka in vojaška služba
Leta 1765 je Benyovszky zasedel materino posest v Hrusóju (današnje Hrušové) blizu Verba, ki jo je zakonito podedoval eden od njegovih polsvakov. Zaradi tega dejanja je materina družina proti njemu vložila kazensko ovadbo in bil je poklican na sojenje v Nyitro (današnja Nitra). Pred koncem sojenja je Benyovszky pobegnil na Poljsko, da bi se pridružil svojemu stricu, poljskemu plemiču Janu Tiborju Benyowskemu de Benyo. Njegov beg je kršil pravni odlok, ki mu je prepovedoval zapustiti državo.
Julija 1768 so ga aretirali v Szepesszombatu (današnja Spišská Sobota), predmestju Poprada (današnji Poprad), v hiši nemškega mesarja Hönscha zaradi poskusa organiziranja milice Konfederacije Bar. Kmalu po aretaciji je bil Benyovszky na kratko zaprt v bližnjem gradu Stará Ľubovňa. Približno v tem času se je poročil s hčerko tega mesarja, Anno Zusanno Hönsch (1750–1826). V tem zakonu se je 9. decembra 1768 rodil otrok Samuel (umrl v Popradu, 22. septembra 1772).
Iz tega zakona so se kasneje rodili še trije otroci: Charles Maurice Louis Augustus (r. 1774?, Madagaskar?, u. 11. julija 1774, Madagaskar); Roza (r. 1. januarja 1779, Beczko, Madžarska; u. 26. oktobra 1816, Vieszka, Madžarska); in Zsofia (roj. po letu 1779).

### Vojni ujetnik v Sibiriji
To obdobje Benyovszkyjevega življenja je dokumentiral le Benyovszky sam v svojih avtobiografskih spominih. Neodvisnega potrdila o njegovem življenju v obdobju med julijem 1768 in septembrom 1770 ni.
Julija 1768 je Benyovszky odpotoval na Poljsko, da bi se pridružil domoljubnim silam Poljsko-litovske države, ki so organizirale odpor v Barski konfederaciji (Konfederacja Barska), gibanju v uporu proti poljskemu kralju Stanislavu Avgustu Poniatowskemu, ki ga je pozneje postavila Rusija. Aprila 1769 so ga ruske sile ujele blizu Ternopila v Ukrajini, ga zaprle v mestu Polonne, nato pa so ga julija premestili v Kijev in septembra končno v Kazan. Poskus pobega iz Kazana ga je novembra pripeljal v Sankt Peterburg, kjer so ga ponovno ujeli in kot ujetnika poslali na daljni vzhod Sibirije. V spremstvu več drugih izgnancev in zapornikov – predvsem Šveda Augusta Winbladha ter ruskih vojaških častnikov Vasilija Panova, Asafa Baturina in Ipolita Stepanova, ki so vsi igrali pomembno vlogo v Beňovskega življenju v naslednjih dveh letih – je septembra 1770 prispel v Bolšereck, takratno upravno središče Kamčatke.

### Pobeg iz Kamčatke
V naslednjih nekaj mesecih sta Beňovski in Stepanov skupaj z drugimi izgnanci in nezadovoljnimi prebivalci Kamčatke organizirala pobeg. Iz seznama tistih, ki so sodelovali v pobegu (70 moških, žensk in otrok), je razvidno, da večina ni bila zapornikov ali izgnancev, temveč le navadni delavci Kamčatke. V začetku maja je skupina oboroženim uporom premagala garnizijo Bolšerecka, med katerim je bil ubit poveljnik Grigorij Nilov. Oskrbovalna ladja Sv. Peter in sv. Pavel, ki je prezimila na Kamčatki, je bila zasežena in naložena s krznom in živili. 23. maja (po starem slogu: 12. maja) je ladja izplula iz ustja reke Bolša in se odpravila proti jugu.
V Benjevskega spominih je navedeno, da je pot ladje, potem ko je obkrožila najjužnejšo točko Kamčatke, potekala na splošno proti severu in vzhodu, mimo Beringovega otoka, Beringovega preliva, Aljaske in Aleutskih otokov. Vendar pa je v razpoložljivem času (štiri tedne po Benjevskega lastnem poročilu) ta 6000 milj dolga pot komaj verjetna za puščajočo ladjo in neizkušeno posadko. Takšna pot je popolnoma odsotna v treh drugih ločenih poročilih o potovanju (Ippolita Stepanova, Ivana Rjumina, in Gerasima Izmailova). Poleg tega so nekateri dogodki, ki jih opisuje Benjevskega, tako neverjetni, da je treba celotno potovanje na tem območju obravnavati kot fikcijo.
Ladja je pristala na otoku Simušir v verigi Kurilskih otokov in tam ostala med 29. majem in 9. junijem, da bi spekla kruh ter pregledala svoje zaloge in tovor. V tem času so na otoku ostali mornar Izmailov, za katerega so menili, da organizira upor, in dva druga Kamčatkana, ko je ladja končno odplula proti jugu. Izmailov si je nato ustvaril kariero raziskovalca in trgovca na Aleutskih otokih in ob aljaški obali ter poleti 1778 posredoval informacije kapitanu Jamesu Cooku.
Njihovo naslednje znano pristanišče je bilo Sakinohama na otoku Šikoku na Japonskem, kjer so počivali med 19. in 23. julijem, v naslednjih dneh pa na otoku Ošima v provinci Ava. Tukaj so popotniki uspeli trgovati z vaščani, čeprav so jim japonske oblasti to izrecno prepovedale.

### Tajvan
Konec julija so pristali na Amami-Oshimi na otočju Rjukju, kjer so prav tako uspešno trgovali. Konec avgusta so prispeli na otok Formoza (današnji Tajvan), verjetno v zaliv Black Rock, kjer so bili trije popotniki ubiti v boju z domačini.

### Makav
Nato so odpluli na kitajsko celino, na otok Dongšan. Od tam so sledili obali in končno 22. septembra 1771 prispeli v Makav.
Kmalu po prihodu v Makav je 15 popotnikov umrlo, najverjetneje zaradi posledic podhranjenosti. Benyovszky je prevzel odgovornost za prodajo ladje in vsega krzna, ki so ga naložili na Kamčatki, nato pa se je z različnimi evropskimi trgovskimi podjetji pogajal o prevozu nazaj v Evropo. Konec januarja 1772 sta dve francoski ladji odpeljali preživele iz Makava. Nekateri (13) so se ustavili na otoku Mavricij, drugi so umrli na poti (8), preostali (26) pa so julija pristali v francoskem pristanišču Lorient.

### Prva odprava na Madagaskar
Benyovszkyju je uspelo dobiti potni list za vstop na celinsko Francijo in skoraj takoj odpotoval v Pariz, pri čemer je pustil svoje spremljevalce. V naslednjih mesecih je obiskoval pariška ministrstva in salone v upanju, da bo nekoga prepričal, da bi financiral trgovsko odpravo na enega od več krajev, za katere je trdil, da jih je obiskal. Sčasoma mu je uspelo prepričati francoskega zunanjega ministra d'Aiguillona in mornariškega sekretarja de Boynesa, da financirata odpravo Benyovszkyja in velike skupine 'Benyovszkyjevih prostovoljcev' za ustanovitev francoske kolonije na Madagaskarju.
Ta odprava je na Madagaskar prispela novembra 1773 in se tam do konca marca 1774 v celoti ustalila. Ustanovili so trgovsko postojanko v Antongilu na vzhodni obali in se začeli pogajati z otočani za živino in druge zaloge. Zdi se, da ni šlo dobro, saj je kmalu zatem tja prispel raziskovalec Kerguelen in odkril, da Malgaši trdijo, da je Benyovszky v vojni z njimi: zato je bilo težko dobiti zaloge. Ladja, ki je julija 1774 pristala v Antongilu, je poročala, da je umrlo 180 od prvotnih 237 navadnih 'prostovoljcev' in 12 od njihovih 22 častnikov, vsi so zboleli. Leto kasneje se je število osebja kljub okrepitvam še vedno zmanjševalo.
Benyovszkyjevi spomini navajajo, da se mu je z ženo Anno nekje med letoma 1773 ali 1774 rodil sin (Charles) in da je sin julija 1774 umrl zaradi vročine, čeprav to ni nikjer drugje potrjeno.
Kljub tem neuspehom je Benyovszky v naslednjih dveh letih v Pariz pošiljal pozitivna poročila o svojem napredku na Madagaskarju, skupaj s prošnjami za več financiranja, zalog in osebja. Medtem so francoske oblasti in trgovci na Mavriciju prav tako pisali v Pariz in se pritoževali nad težavami, ki jih je Benyovszky povzročal njihovi lastni trgovini z Madagaskarjem. Septembra 1776 je Pariz poslal dva vladna inšpektorja, da bi preverila, kaj je Benyovszky dosegel. Njuno poročilo je bilo obsojajoče – od cest, bolnišnic ali trgovskih postojank, s katerimi se je Benyovszky hvalil, je ostalo le malo. Benyovszkyjev dnevnik dogodkov na Madagaskarju nakazuje na velike uspehe proti uporniškemu ljudstvu, ki ga je sčasoma razglasilo za svojega vrhovnega poglavarja in kralja (Ampansacabe); vendar je to v nasprotju z njegovimi lastnimi poročili (in poročili inšpektorjev) o nenehnih težavah in manjših vojnah proti istemu ljudstvu. Decembra 1776, takoj po odhodu vladnih inšpektorjev, je Benyovszky zapustil Madagaskar. Po prihodu poročila inšpektorjev v Pariz so maja 1778 razpustili nekaj preživelih 'prostovoljcev', trgovsko postojanko pa je francoska vlada junija sčasoma ukinila.

### Evropa in Amerika
Po odhodu z Madagaskarja se je Benyovszky aprila 1777 vrnil v Francijo. Uspelo mu je pridobiti medaljo (red svetega Ludvika) in precejšnje vsote denarja za izplačilo plače ter lobiral pri ministrih za več denarja in sredstev za drugačen razvojni načrt za Madagaskar. Ko je bil ta načrt zavrnjen, je nato zaprosil cesarico Marijo Terezijo za pomilostitev (ker je leta 1768 pobegnil iz Ogrske na Poljsko) in se odpravil na Ogrsko, kjer je prejel naziv 'grof' (naziv, ki ga je skupaj z nazivom 'baron' zlorabljal že nekaj let prej). Julija 1778 se je pridružil avstrijskim silam, ki so se borile v bavarski nasledstveni vojni – v kateri se je boril tudi njegov brat Emanuel – nato pa je v začetku leta 1780 oblikoval načrt za razvoj pristanišča Fiume (današnja Reka) kot glavnega trgovskega pristanišča za Ogrsko. Tu je bil do konca leta 1781, ko je projekt opustil in za seboj pustil več velikih dolgov. Nato se je odpravil v Združene države Amerike in na priporočilo Benjamina Franklina, ki ga je spoznal v Parizu, poskušal prepričati Georgea Washingtona, naj pod Benyovszkyjevim vodstvom financira milico za boj v ameriški vojni za neodvisnost. (Njegov brat Ferenc je bil takrat prav tako v Ameriki in se je kot plačanec boril proti Britancem). Washington ni bil prepričan, zato se je Benyovszky nato vrnil v Evropo in konec leta 1783 prispel v Veliko Britanijo. Tukaj je britanski vladi predložil predlog za kolonijo na Madagaskarju, a je bil ponovno zavrnjen. Namesto tega mu je uspelo prepričati londonsko Kraljevo družbo, Jeana Hyacintheja de Magellana, naj financira neodvisno odpravo; v zameno je Magellan prejel polne pravice do objave rokopisa Benyovszkyjevih spominov in veliki naziv »evropski pooblaščenec« za Benyovszkyjevo novo trgovsko podjetje. Septembra 1783 je Benyovszky pridobil tudi dokument, ki ga je podpisal avstrijski cesar Jožef II., ki je Benyovszkyju zagotavljal avstrijsko zaščito pri izkoriščanju in upravljanju Madagaskarja.

### Druga odprava na Madagaskar
Aprila 1784 je Benyovszky z več trgovskimi partnerji odplul v Ameriko, kjer je sklenil pogodbo z dvema baltimorskima trgovcema, Zollichoferjem in Meissonierjem. Dogovor je bil za denarno naložbo v zameno za redno dobavo sužnjev. Oktobra istega leta je ladja Intrepid odplula na Madagaskar in junija 1785 prispela blizu Cap Saint-Sebastiena na severozahodu otoka. Tukaj se je odprava srečala z agresijo ljudstva Sakalava; Benyovszky in številni drugi so bili ujeti in izginili, domnevno mrtvi. Preživeli člani družbe so odpluli v Mozambik, prodali ladjo in se razkropili.
Januarja 1786 pa naj bi bil Benyovszky živ in je deloval v Angonstyju (blizu današnje Ambohitralanane). Francoski guverner Mavricija François de Souillac, zaskrbljen zaradi ponovnih motenj v trgovini, je počakal na ugoden veter in nato na Madagaskar poslal majhno vojaško silo, da bi se spopadla z Benyovszkyjem. 23. ali 24. maja 1786 so te čete napadle Benyovszkyja in ga ubile, nato pa so ga pokopali na mestu, kjer je taboril. (Večina biografij navaja 23. maj na podlagi izjave Benyovszkyjevega urednika iz leta 1790, Williama Nicholsona, francoski viri, ki jih je dokumentiral Prosper Cultru, pa navajajo 24. maj.)
Varšavski časopis Gazeta Warszawska je v svoji izdaji z dne 1. decembra 1787 poročal, da je bil slavni madžarski baron Beniowski, za katerega so tolikokrat govorili, da je umrl, takrat na Dunaju, kamor je prišel iz Carigrada. Ker pa ni nobenih nadaljnjih poročil o tem, da bi bil Benyovszky živ, je bilo to poročilo najverjetneje lažna govorica ali nesporazum.

## Zapuščina
Veliko tega, kar je Benyovszky trdil, da je počel na Poljskem, Kamčatki, Japonskem, Formozi in Madagaskarju, je v najboljšem primeru vprašljivo, a v vsakem primeru ni pustilo trajnih sledi v zgodovini vojne, raziskovanja ali kolonializma. Njegova zapuščina se v veliki meri skriva v njegovi avtobiografiji (Spomini in potovanja Mavriciusa Avgusta grofa de Benyowskega), ki so jo leta 1790 v dveh zvezkih izdali prijatelji Magellana, ki je bil takrat zaradi neuspele malgaške podvige v resnih finančnih težavah. Že ob prvi objavi knjige so jo recenzenti sprejeli s precejšnjo skepso. Kljub tej kritiki je bila knjiga velika založniška uspešnica in je bila od takrat prevedena v več jezikov; (nemščina 1790, 1791, 1796, 1797; nizozemščina 1791; francoščina 1791; švedščina 1791; poljščina 1797; slovaščina 1808; in madžarščina 1888).
Kamčatski del Spominov je bil prirejen v številne uspešne igre in opere (igre Kotzebueja 1792 in Vulpiusa 1794 ter opere Boieldieuja 1800 in Dopplerja 1847), ki so bile v ustreznem prevodu uprizorjene po vsej Evropi in Ameriki. Poljski narodni bard Juliusz Słowacki je leta 1841 objavil pesem o njem. V zadnjem času so bili posneti filmi in televizijske serije – češkoslovaško-madžarska televizijska serija leta 1975 (Vivát Benyovszky!, režija: Igor Ciel), Die unfreiwilligen Reisen des Moritz August Benjowski (televizijska serija v štirih epizodah, režija: Helmut Pigge, predvajana na zahodnonemški ZDF leta 1975), dokumentarni film za madžarsko televizijo leta 2009 (Benyovszky Móric és a malgasok földje, režija: Zsolt Cseke) in madžarski film Benyovszky, uporniški grof iz leta 2012 (režija Irina Stanciulescu).
Na Madžarskem, Slovaškem in Poljskem ga še vedno slavijo kot pomembnega narodnega junaka. Madžarsko-malgaška organizacija prijateljstva spodbuja povezave med Benyovszkyjem in Madagaskarjem, organizira konference in druga srečanja ter vzdržuje spletno stran, posvečeno praznovanju Benyovszkyjevega življenja. Poljski pisatelj Arkady Fiedler je Madagaskar obiskal leta 1937, preživel več mesecev v mestu Ambinanitelo in kasneje napisal priljubljeno potopisno knjigo, v kateri je opisal svoje izkušnje. V njej poda romantizirano različico Benyovszkyjeve kariere. Madžarski pisatelj Miklós Rónaszegi je leta 1955 o njem napisal tudi knjigo z naslovom Velika igra (A Nagy Játszma).
Zdi se, da si je Fiedler prizadeval ugotoviti, ali se prebivalci otoka še vedno spominjajo Benyovszkyja – z mešanimi rezultati. Pravzaprav se je njegovo ime na Madagaskarju ohranilo – v zadnjih letih so ulico v otoški prestolnici Antananarivo preimenovali v Lalana Benyowski. Slovaki naj bi na Madagaskarju podrli njegov spomenik, ki so ga zgradili Madžari, in ga nadomestili s svojim.ref>Lóránt, Komjáthy (1. april 2017). »Tetten ért elszlovákosítás: Így lett Gróf Benyovszky Móricból Móric Beňovský«. Körkép.sk (v madžarščini). Pridobljeno 19. junija 2024.</ref>